# أوسوريو EE-T1
دبابة أورسوريو Engesa EE-T1 Osório أو EE-T1 كانت نموذجًا أوليًا لدبابة قتال رئيسية برازيلية طورتها شركة Engesa. وكان من المقرر أن تباع هذه الدبابة أولاً إلى الدول العربية وغيرها من دول العالم الثالث ، مما كان من شأنه أن يؤدي إلى تسريع الإنتاج ـ وتمكين الجيش البرازيلي من تقديم طلباته الخاصة في وقت لاحق دون الحاجة إلى تمويل تكاليف التطوير. تم تمويل تطوير الخزان في البداية من قبل شركة Engesa، ولكن مشاكل التدفق النقدي أدت في النهاية إلى قيام الحكومة البرازيلية بتمديد قرض لمساعدة البرنامج. تم بناء نموذجين أوليين للدبابة، لكن الدبابة EE-T1 لم يتم اعتمادها للخدمة مطلقًا.
تم تصور EE-T1 من قبل شركة Engesa باعتبارها دبابة فعالة من حيث التكلفة مصنوعة باستخدام مكونات منتجة محليًا. كانت الدبابة مخصصة للسوق الأجنبية.  بدأ التطوير في عام 1982 وتم الانتهاء من النموذج الأولي في عام 1985.  كان التطوير الأولي للدبابة مكلفًا وتسبب في أزمة تدفق نقدي في Engesa، مما دفع البنك الوطني البرازيلي للتنمية إلى تقديم قرض بقيمة 65 مليون دولار لتمويل البرنامج في عام 1987. 
كان من الُمقرر أن الجزائر والعراق وليبيا والمملكة العربية السعودية كانت تدرس شراء هذه الدبابة، لكن الطلبات لم تصدر أبدًا.   وكانت خسارة الصفقة مع المملكة العربية السعودية مدمرة بشكل خاص وأدت إلى بقاء الدبابة EE-T1 في مرحلة النموذج الأولي.
سرعان ما جلبت نهاية الحرب الباردة كميات كبيرة من الدبابات القتالية الرئيسية الفائضة إلى السوق وتركت البرنامج دون أي آفاق بسبب الصعوبات الاقتصادية. بعد توقف المشروع بسبب إعلان شركة Engesa إفلاسها في عام 1993، تم إلغاؤه أخيرًا بعد انهيار صناعة المركبات المدرعة البرازيلية في أواخر التسعينيات. 